# 1935-ös közép-európai kupa
Az 1935-ös közép-európai kupa a Közép-európai kupa történetének kilencedik kiírása volt. A sorozatban Ausztria, Csehszlovákia, Magyarország és Olaszország képviseltette magát 4-4 csapattal.A csapatok kupa rendszerben 2 mérkőzésen döntötték el a továbbjutást. Ha az összesítésben ugyanannyi gólt szereztek a csapatok a párharcokban, akkor egy újabb összecsapáson dőlt el a továbbjutó kiléte.
A kupát a Sparta Praha nyerte el, története során második alkalommal.

## Nyolcaddöntő
| 1. csapat                | Össz. | 2. csapat         | 1. mérk. | 2. mérk. |
| ------------------------ | ----- | ----------------- | -------- | -------- |
| FC Admira Wacker Mödling | 4–9   | MTK Budapest FC   | 3–2      | 1–7      |
| FC Viktoria Plzeň        | 4–8   | Juventus FC       | 3–3      | 1–5      |
| First Vienna FC          | 4–6   | AC Sparta Praha   | 1–1      | 3–5      |
| Újpest FC                | 3-6   | ACF Fiorentina    | 0–2      | 3–4      |
| SK Rapid Wien            | 4–5   | FC Zbrojovka Brno | 2–2      | 2–3      |
| AS Roma                  | 3–9   | Ferencvárosi TC   | 3–1      | 0–8      |
| Szegedi AK               | 2-4   | SK Slavia Praha   | 1–4      | 1–0      |
| FC Internazionale Milano | 3-8   | FK Austria Wien   | 2–5      | 1–3      |

## Negyeddöntő
| 1. csapat         | Össz. | 2. csapat       | 1. mérk. | 2. mérk. |
| ----------------- | ----- | --------------- | -------- | -------- |
| MTK Budapest FC   | 2–4   | Juventus FC     | 1-3      | 1–1      |
| AC Sparta Praha   | 8–4   | ACF Fiorentina  | 7–1      | 1–3      |
| FC Zbrojovka Brno | 5-8   | Ferencvárosi TC | 4–2      | 1–6      |
| SK Slavia Praha   | 2-21  | FK Austria Wien | 1–0      | 1–2      |

- 1 Mivel az összesített eredmény 2–2 lett, a szabályok értelmében újrajátszást (3. mérkőzést) rendeltek el, melyet 5-2-re az Austria Wien nyert meg.

## Elődöntő
| 1. csapat       | Össz. | 2. csapat       | 1. mérk. | 2. mérk. |
| --------------- | ----- | --------------- | -------- | -------- |
| Ferencvárosi TC | 6–5   | FK Austria Wien | 4–2      | 2–3      |
| AC Sparta Praha | 3–32  | Juventus FC     | 2–0      | 1-3      |

- 2 Mivel az összesített eredmény 3–3 lett, a szabályok értelmében újrajátszást (3. mérkőzést) rendeltek el, melyet 5-1-re a Sparta Praha nyert meg.

## Döntő
| 1. csapat       | Össz. | 2. csapat       | 1. mérk. | 2. mérk. |
| --------------- | ----- | --------------- | -------- | -------- |
| Ferencvárosi TC | 2–4   | AC Sparta Praha | 2–1      | 0–3      |

### 1. mérkőzés
| 1935. szeptember 8. |

| Ferencváros        | 2–1   | Sparta Praha |
| ------------------ | ----- | ------------ |
| Toldi 16' Kiss 27' | (2–0) | Braine 71'   |

| Üllői úti pálya, Budapest Nézőszám: 30 000 Játékvezető: William Walter Walden (angol) |

| FERENCVÁROS: |  |                  |
|              |  |                  |
| GK           |  | Háda József      |
| DF           |  | Bán Nándor       |
| DF           |  | Korányi Lajos    |
| MF           |  | Móré János       |
| MF           |  | Polgár Gyula     |
| FW           |  | Monostori Károly |
| FW           |  | Táncos Mihály    |
| FW           |  | Kiss Gyula       |
| FW           |  | Sárosi György    |
| FW           |  | Toldi Géza       |
| FW           |  | Kemény Tibor     |
| Vezetőedző:  |  |                  |
| Blum Zoltán  |  |                  |

| SPARTA PRAHA:     |  |                    |
|                   |  |                    |
| GK                |  | Bohumil Klenovec   |
| DF                |  | Jaroslav Burgr     |
| DF                |  | Josef Čtyřoký      |
| MF                |  | Josef Košťálek     |
| MF                |  | Jaroslav Bouček    |
| MF                |  | Erich Srbek        |
| FW                |  | Ferdinand Faczinek |
| FW                |  | Oldřich Zajíček    |
| FW                |  | Oldřich Nejedlý    |
| FW                |  | Kalocsay Géza      |
| FW                |  | Raymond Braine     |
| Vezetőedző:       |  |                    |
| Szedlacsik Ferenc |  |                    |

### 2. mérkőzés
| 1935. szeptember 15. |

| Sparta Praha                | 3–0   | Ferencváros |
| --------------------------- | ----- | ----------- |
| Faczinek 26' Braine 34' 69' | (2–0) |             |

| Masarykův státní stadion na Strahově, Prága Nézőszám: 50 000 Játékvezető: Albert Fogg (angol) |

| SPARTA PRAHA:     |  |                    |
|                   |  |                    |
| GK                |  | Bohumil Klenovec   |
| DF                |  | Jaroslav Burgr     |
| DF                |  | Josef Čtyřoký      |
| MF                |  | Josef Košťálek     |
| MF                |  | Jaroslav Bouček    |
| MF                |  | Erich Srbek        |
| FW                |  | Ferdinand Faczinek |
| FW                |  | Oldřich Zajíček    |
| FW                |  | Oldřich Nejedlý    |
| FW                |  | Kalocsay Géza      |
| FW                |  | Raymond Braine     |
| Vezetőedző:       |  |                    |
| Szedlacsik Ferenc |  |                    |

| FERENCVÁROS: |  |                  |
|              |  |                  |
| GK           |  | Háda József      |
| DF           |  | Bán Nándor       |
| DF           |  | Korányi Lajos    |
| MF           |  | Móré János       |
| MF           |  | Polgár Gyula     |
| FW           |  | Monostori Károly |
| FW           |  | Táncos Mihály    |
| FW           |  | Kiss Gyula       |
| FW           |  | Sárosi György    |
| FW           |  | Toldi Géza       |
| FW           |  | Kemény Tibor     |
| Vezetőedző:  |  |                  |
| Blum Zoltán  |  |                  |